# Saut en roller
Le saut en roller est une des disciplines du roller acrobatique et comporte trois spécialités :
- le style jump : saut figure avec tremplin,
- le high jump : saut en hauteur avec tremplin,
- le free jump : saut en hauteur sans tremplin (hauteur pure).

## Style jump
Sans doute la spécialité la plus athlétique du saut en roller, elle se pratique avec l'aide d'un tremplin. Il s'agit, pendant la phase d'envol, d'exécuter un enchainement de figures répertoriées ou libres.

## High jump
Sans doute la spécialité la plus impressionnante du saut en roller, elle se pratique avec l'aide d'un tremplin ou un banks (tremplin en courbe) et au-dessus d'une barre. Il s'agit d'aller le plus haut possible, la barre montant au fur et à mesure.

## Free jump
Le free jump, ou en français la hauteur pure, est une spécialité appartenant au roller acrobatique. Elle se pratique en quad ou en roller en ligne, en compétition ou en loisir, sans tremplin et consiste à sauter par-dessus une barre de plus en plus haute au fur et à mesure des essais validés.
La hauteur pure est comparable au saut en hauteur et saut à la perche en athlétisme.

### Règles de la hauteur pure
Les règles sont simples : le patineur prend une course d'élan avant de sauter par-dessus la barre. Pour que le saut soit validé, l'atterrissage doit se faire sans chute.
En compétition, le patineur dispose de trois essais pour franchir chaque hauteur.

### Record
Le record officiel de hauteur pure homme est détenu depuis le 23 juillet 2023 par Dame Fall de Brest. Celui-ci est de 1,72 m, et a été établi lors de championnats du monde Roller Freestyle en 2023 à Paris. Il était auparavant détenu par Florian Petitcollin de Dijon qui a sauté 1,70 m, lors de la BUGSTYLE Cup le 6 Mai 2023 à Bordeaux. Ce record est avéré par la FFRS et dans la catégorie junior saut effectué par Gilles Dos Reis à 1,55 m.
Chez les femmes, le record officiel au monde est de 1,27 m et a été co-établi le 12 novembre 2023 à Shanghai en Chine par Francesca Brivio et Mayrin Burasovitch.
Les records en high jump :
- Godnaire Romain record du monde 2003 avec une hauteur de 4,42 m sur banks France3 "Eté de tous les records" (France) non homologué et validé à l'émission de tous les records sur France3 par le Guinness Book Records.
- Freddy Lavaury avec un banks de 70 cm avec un saut de 3,30 m à Lausanne (Suisse) en 1996 (non homologué par la FFRS)
- Hakim Nait-Chalal en tremplin droit fédéral de 60 cm avec un saut de 2,75 m en 2004 lors de l'étape à Rennes de la Coupe de France (Rennes sur Roulettes), homologué et validé à la FFRS.